# 鄂北小片
鄂北小片是西南官话湖广片的一个分支。西南官话按照《中国语言地图集（第2版）》最新的分法分为川黔片、西蜀片、川西片、云南片、湖广片、桂柳片。

## 分布
鄂北小片共10个县市：
- 襄阳市：市区、谷城县、老河口市、南漳县、枣阳市。
- 十堰市：市区、郧阳区、丹江口市、房县。
- 随州市：全域。

## 特点
鄂北小片是中原官话和西南官话的过渡方言。虽然古入声今全归阳平，但阴平是中平、阳平是高降、上声是高平，这和武汉话有明显差别，而更像河南话，但鄂北小片表肯定的语气词不使用“中”，这又与河南话不同。
鄂北小片内部，自南向北，西南官话逐渐向中原官话过渡，北部与河南交界处的乡镇已完全过渡到中原官话南鲁片（与南阳交界）或信蚌片（与桐柏交界）。